# Lifesize
Lifesize — це компанія з відео- та аудіо-телекомунікацій у Сполучених Штатах, яка забезпечує "кінцеві точки" та аксесуари для відеоконференцій високої чіткості, телефони, конференц-зали з сенсорним екраном, та хмарну платформу для відео-співпраці. Штаб-квартира Lifesize знаходиться в Остіні, Техас. Її регіональний офіс у Європі, Близькому Сході та Африці розташований у Мюнхені, Німеччина.

## Історія компанії
Lifesize був заснований Крейгом Маллой та Майклом Кенойєром у січні 2003 року. Він працював у «стелс-режимі» під назвою KMV Technologies з 2003 по 2005 рік. Інвесторами в Lifesize були Redpoint Ventures, Sutter Hill Ventures, Pinnacle Ventures, Norwest Venture Partners і Tenaya Capital. Зміна назви компанії на Lifesize Communications було представлено на виставці Interop у Лас-Вегасі, штат Невада, у травні 2005 року. Це також було тоді, коли Lifesize оголосив про свій перший продукт, Lifesize Room, який був першою кінцевою точкою відеоконференцій високої чіткості, виведеною на ринок.
Крейг Маллой був менеджером з продуктів у корпорації VTEL в Austin, Texas до 1996 року, коли пішов і заснував ViaVideo. ViaVideo був придбаний Polycom в 1998 році. Маллой був старшим віце-президентом та генеральним менеджером Відділу відеокомунікацій Polycom до 2002 року, коли він пішов, щоб заснувати власну компанію з високої чіткості в галузі телекомунікацій.
У 2009 році Logitech придбала Lifesize за 405 мільйонів доларів США готівкою. Потім Lifesize став «Lifesize, підрозділом Logitech», але продовжував діяти як окремий підрозділ, очолюваний Крейгом Маллой в якості його головного виконавчого директора.
Маллой обіймав посаду генерального директора (CEO) Lifesize з 2003 по 2012 рр. І відновив свою посаду в лютому 2014 р.
Lifesize був проданий Logitech на початку 2016 року і знаходиться у приватній власності.
У березні 2020 року Lifesize оголосив про злиття з Serenova, постачальником контакт-центру як послуги (CCaaS).
У серпні 2020 року Lifesize оголосив про придбання Kaptivo, компанії з цифрових рішень для співпраці. Додавши Kaptivo, Lifesize розширює свій асортимент хмарних рішень уніфікованих комунікацій та співпраці (UCC) для контактних центрів, відеоконференцій та конференц-залів з новим набором вдосконалених інструментів співпраці.
Маллоя в 2021 році замінили.

## Технологія
Lifesize — це бізнес з питань відеоконференцій та співпраці, який базується в Остіні, штат Техас, і пропонує технології для особистого спілкування, включаючи відеоконференції високої чіткості, іноді відомі як телеприсутність. Lifesize була першою компанією з відеоконференцій, яка вивела на ринок технологію відеозв'язку високої чіткості у 2005 році.[джерело?]
Портфоліо продуктів Lifesize включає кінцеві точки та аксесуари високої чіткості, обхід NAT\firewall, телефони для конференц-залів із сенсорним екраном, шлюзи ISDN, багатоточкові блоки управління та системи управління, а також програмне забезпечення для мобільних відеоконференцій та хмарну систему IaaS для відеоконференцій. Lifesize також пропонує послугу запису та спільного використання під назвою Lifesize Cloud Amplify. У 2016 році Lifesize вивів на ринок нові системи кімнат для переговорів із вбудованою технологією Smartframing camera.